# Algèbre de Toeplitz
En théorie des algèbres d'opérateurs, l'algèbre de Toeplitz {\displaystyle {\mathcal {T}}} est la C*-algèbre universelle engendrée par une isométrie {\displaystyle S} non unitaire. En clair, ce générateur vérifie :
Si on définit l'élément {\displaystyle P} de cette algèbre par {\displaystyle P:=1-SS^{*}}, on obtient, comme pour toute isométrie, les relations :

## Réalisation concrète
Considérons l'espace de Hilbert {\displaystyle {\mathcal {H}}:=l^{2}(\mathbb {N} )}. On peut définir l'opérateur de décalage (shift en anglais) {\displaystyle S} sur {\displaystyle {\mathcal {H}}} en posant :
{\displaystyle Se_{n}=e_{n+1}.}
La sous-algèbre involutive normiquement fermée des opérateurs bornés sur {\displaystyle {\mathcal {H}}} engendrée par {\displaystyle S} est une réalisation de l'algèbre de Toeplitz {\displaystyle {\mathcal {T}}}.

## Suite exacte courte
L'algèbre {\displaystyle \mathbb {K} } des opérateurs compacts  peut se réaliser dans {\displaystyle {\mathcal {T}}} grâce à l'injection {\displaystyle \iota \colon e_{i,j}\mapsto (S^{*})^{i}PS^{j}} ({\displaystyle i,j\in \mathbb {N} }). On obtient en fait une suite exacte courte de C*-algèbres :
où {\displaystyle C(\mathbb {T} )} est l'algèbre de fonctions continues sur le cercle unité {\displaystyle \mathbb {T} } et le morphisme de {\displaystyle {\mathcal {T}}} dans {\displaystyle C(\mathbb {T} )} est celui qui à {\displaystyle S} associe le générateur {\displaystyle z\mapsto z} de {\displaystyle C(\mathbb {T} )}.

## K-théorie
La K-théorie de cette algèbre est :
En outre, {\displaystyle K_{0}({\mathcal {T}})} est générée par la classe de l'identité de {\displaystyle {\mathcal {T}}}.
On peut le voir, par exemple, en utilisant la notion d'appariement entre cohomologie cyclique et K-théorie. En effet, l'application {\displaystyle {\mathcal {T}}\to C(\mathbb {T} )} permet de définir une trace sur {\displaystyle {\mathcal {T}}} par référence à l'intégration sur {\displaystyle C(\mathbb {T} )}. Un calcul rapide montre alors que la classe de l'identité de {\displaystyle {\mathcal {T}}} est non nulle. En travaillant un peu plus, on montre qu'il s'agit en fait d'un générateur.